# Blagger
Blagger est un jeu de plates-formes créé par Antony Crowther est édité par Alligata pour le Commodore 64  et le BBC Micro en 1983, Acorn Electron, Amstrad CPC (par Amsoft) et MSX en 1984 et Commodore 16/Commodore Plus/4 en 1985. Dans certains pays, ce jeu a été sorti sous le nom de Gangster. La jouabilité est similaire à celle de Manic Miner, également sorti en 1983. Une suite, Son of Blagger, est sortie en 1984 avec un troisième et dernier titre Blagger Goes to Hollywood sorti en 1985.

## Jouabilité
Le jeu est divisé en séries de niveaux sous la forme de simples écrans.

### Risques
Toutes les plates-formes ne sont pas solides.